# Eleutherobia grandiflora
Eleutherobia grandiflora is een zachte koraalsoort uit de familie Alcyoniidae. De koraalsoort komt uit het geslacht Eleutherobia. Eleutherobia grandiflora werd in 1906 voor het eerst wetenschappelijk beschreven door Kükenthal. 